# فايند أغريف
فايند أغريف (حرفيا: العثور على قبر) (بالإنجليزية: Find A Grave)‏ هو موقع يسمح للمستخدمين بالبحث والإضافة على قاعدة بيانات سجلات المقابر على الإنترنت. وهي مملوكة من قبل (Ancestry.com)، أكبر شركة ربحية للأنساب في العالم. وهو يتلقى ويحمل صور شواهد القبور من مواقع الدفن، والتي يلتقطها متطوعين من المقابر. وعلى الرغم من أنه لا يطلب الإذن بتحميل الصور من أفراد أسرة صاحب القبر مسبقا، فإنه سيتم إزالة الصور أو عنوان قبر أحد المتوفين بناء على طلب أحد أفراد الأسرة المباشرين.

## روابط خارجية
- فايند أغريف على موقع Google Play (الإنجليزية)
- الموقع الرسمي